# Lamborghini 350 GTV
El Lamborghini 350 GTV es un prototipo de automóvil que fue construido en 1963 por Carroceria Sargiotto para la marca de automóviles italiana Lamborghini. El 350 GTV fue el predecesor del Lamborghini 350 GT (el primer modelo de producción fabricado por Lamborghini).

## Diseño
Este prototipo tiene una carrocería semi-fastback que fue diseñada por Franco Scaglione y construida por Giorgio Neri y Luciano Bonacini. Algunos detalles destacables del diseño son los faros escamoteables y los 6 tubos de escape situados en la parte trasera. Más tarde, la carrocería del 350 GTV fue modificada por Carrozzeria Touring para la producción en serie. 
El 350 GTV fue presentado al público en el Salón del Automóvil de Turín en 1963. Cuando fue presentado estaba pintado de color azul metálico, y el motor no estaba montado en el vehículo, debido a que no encajaba muy bien bajo el capó. Años más tarde fue totalmente restaurado, se modificó el chasis para que el motor encajase bien y fue pintado de color verde metálico. 

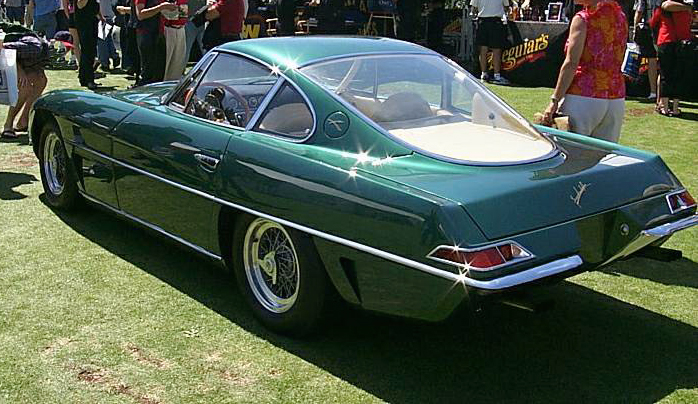
Lamborghini 350 GTV

## Mecánica
Este automóvil fue equipado con un motor V12 de Lamborghini dispuesto a 60°, con 3,5 litros de cilindrada. El 350 GTV tiene transmisión manual de 5 velocidades y su motor V12 tiene 360 CV de potencia, el cual se supone que fue capaz de desarrollar entre 240 y 280 km/h de velocidad máxima.